# 전달 지연

전가산기는 그림의 빨간색으로 표시된 자리올림수 출력에서 3 논리 회로의 최대 회로 지연이 걸린다.

전자공학 및 디지털 회로에서 전달 지연이나 회로 지연(gate delay)은 논리 회로에 안정되고 유효한 신호가 입력되는 순간부터 논리 회로가 안정되고 유효한 신호를 출력할 때까지 걸리는 시간이다. 경우에 따라서 전달 지연은 입력 신호가 변경되었을 경우에 출력 신호가 최종 출력 수준의 50%에 도달하는 데 걸리는 시간을 나타내기도 한다. 디지털 회로에서 회로 지연을 감소시키면 데이터를 빠르게 처리하고 전반적인 시스템 성능을 향상시킬 수 있다.
논리 성분의 전달 지연에서 다른점은 경합 상태의 결과처럼 비동기 회로에서 글리치를 발생시키는 주요 원인이다.
논리적 노력은 동일한 논리 기술을 구현하는 설계들을 비교하는 데 전달 지연을 도구처럼 사용한다.

## 물리학
물리학에서, 특히 전자기학 분야에서, 전달 지연은 신호가 전송돼서 목적지에 도달하는 데 걸리는 시간이다. 예시로, 전기 신호의 경우에, 전선을 통하여 신호가 전송하는 데 걸리는 시간이다. 또한 확산 속도도 참조하세요.

## 같이 보기
- 지연 계산
- 오염 지연